# Monassut-Audiracq
Pour les articles homonymes, voir Audiracq (homonymie) et Monassut (homonymie).
Monassut-Audiracq (en béarnais Monassut-Audirac ou Mounassut-Audirac) est une commune française située dans le département des Pyrénées-Atlantiques, en région Nouvelle-Aquitaine.

## Géographie

### Localisation
La commune de Monassut-Audiracq se trouve dans le département des Pyrénées-Atlantiques, en région Nouvelle-Aquitaine.
Elle se situe à 24 km par la route de Pau, préfecture du département, et à 21 km de Serres-Castet, bureau centralisateur du canton des Terres des Luys et Coteaux du Vic-Bilh dont dépend la commune depuis 2015 pour les élections départementales. 
La commune fait en outre partie du bassin de vie de Lembeye.
Les communes les plus proches sont : 
Gerderest (1,9 km), Lussagnet-Lusson (2,2 km), Riupeyrous (3,3 km), Simacourbe (3,7 km), Abère (3,7 km), Escoubès (3,8 km), Saint-Laurent-Bretagne (4,0 km), Maspie-Lalonquère-Juillacq (4,0 km).
Sur le plan historique et culturel, Monassut-Audiracq fait partie de la province du Béarn, qui fut également un État et qui présente une unité historique et culturelle à laquelle s’oppose une diversité frappante de paysages au relief tourmenté.

### Communes limitrophes
Les communes limitrophes sont  Abère, Coslédaà-Lube-Boast, Escoubès, Gerderest, Lussagnet-Lusson, Riupeyrous, Saint-Laurent-Bretagne et Simacourbe.
| Coslédaà-Lube-Boast | Lussagnet-Lusson       | Simacourbe |
| Escoubès            | Monassut-Audiracq      | Gerderest  |
| Riupeyrous          | Saint-Laurent-Bretagne | Abère      |

### Hydrographie

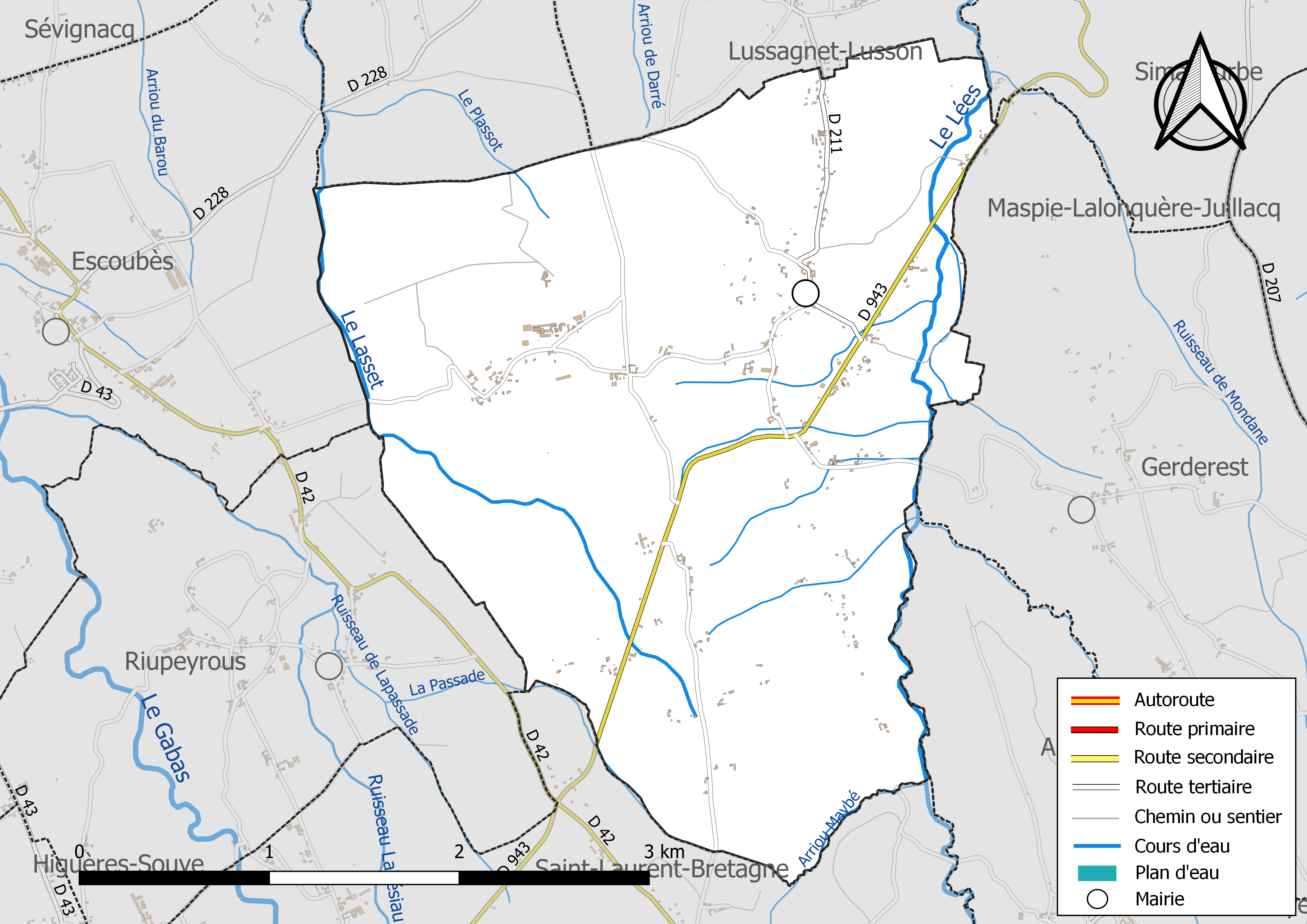
Réseaux hydrographique et routier de Monassut-Audiracq.

La commune est drainée par le Léès, le Lasset, l'arriou Maybé, la Passade, le Plassot, le ruisseau de Mondane, et par divers petits cours d'eau, constituant un réseau hydrographique de 14 km de longueur totale,.
Le Léès, d'une longueur totale de 39 km, prend sa source dans la commune de Sedzère et s'écoule du sud vers le nord. Il longe le territoire communal sur son côté est et en constitue la limite séparative avec Abère et Gerderest, puis se jette dans le Léez à Lannux, après avoir traversé 21 communes.
Le Lasset, d'une longueur totale de 11,1 km, prend sa source dans la partie sud du territoire communal et s'écoule vers le nord-ouest puis le nord, formant la limite séparative avec Escoubès. Il se jette dans le Laas à Sévignacq, après avoir traversé 5 communes.

### Climat
Pour des articles plus généraux, voir Climat de la Nouvelle-Aquitaine et Climat des Pyrénées-Atlantiques.
Historiquement, la commune est exposée à un climat de montagne.  
En 2020, Météo-France publie une typologie des climats de la France métropolitaine dans laquelle la commune est toujours exposée à un climat de montagne et est dans la région climatique Pyrénées atlantiques, caractérisée par une pluviométrie élevée (>1 200 mm/an) en toutes saisons, des hivers très doux (7,5 °C en plaine) et des vents faibles.
Pour la période 1971-2000, la température annuelle moyenne est de 12,9 °C, avec une amplitude thermique annuelle de 14,5 °C. Le cumul annuel moyen de précipitations est de 1 164 mm, avec 11,6 jours de précipitations en janvier et 8,3 jours en juillet. Pour la période 1991-2020, la température moyenne annuelle observée sur la station météorologique la plus proche, située sur la commune de Mont-Disse à 16 km à vol d'oiseau, est de 13,9 °C et le cumul annuel moyen de précipitations est de 1 010,8 mm,. Pour l'avenir, les paramètres climatiques de la commune estimés pour 2050 selon différents scénarios d’émission de gaz à effet de serre sont consultables sur un site dédié publié par Météo-France en novembre 2022.

### Milieux naturels et biodiversité
Aucun espace naturel présentant un intérêt patrimonial n'est recensé sur la commune dans l'inventaire national du patrimoine naturel,,.

## Urbanisme

### Typologie
Au 1er janvier 2024, Monassut-Audiracq est catégorisée commune rurale à habitat très dispersé, selon la nouvelle grille communale de densité à sept niveaux définie par l'Insee en 2022.
Elle est située hors unité urbaine. Par ailleurs la commune fait partie de l'aire d'attraction de Pau, dont elle est une commune de la couronne,. Cette aire, qui regroupe 227 communes, est catégorisée dans les aires de 200 000 à moins de 700 000 habitants,.

### Occupation des sols

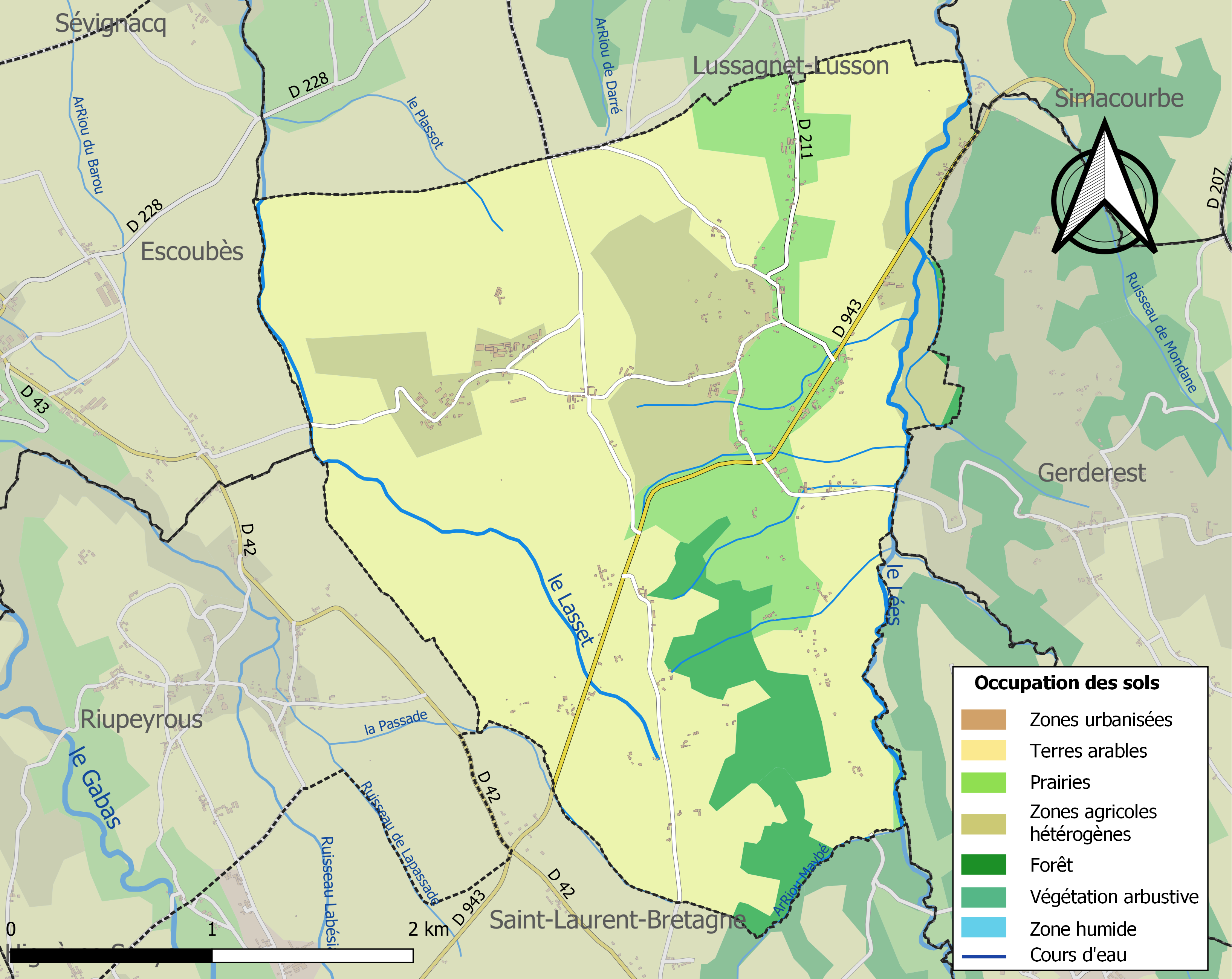
Carte des infrastructures et de l'occupation des sols de la commune en 2018 (CLC).

L'occupation des sols de la commune, telle qu'elle ressort de la base de données européenne d’occupation biophysique des sols Corine Land Cover (CLC), est marquée par l'importance des territoires agricoles (93,6 % en 2018), une proportion identique à celle de 1990 (93,6 %). La répartition détaillée en 2018 est la suivante : 
terres arables (67,2 %), zones agricoles hétérogènes (14,4 %), prairies (12 %), forêts (6,4 %). L'évolution de l’occupation des sols de la commune et de ses infrastructures peut être observée sur les différentes représentations cartographiques du territoire : la carte de Cassini (XVIIIe siècle), la carte d'état-major (1820-1866) et les cartes ou photos aériennes de l'IGN pour la période actuelle (1950 à aujourd'hui).

### Lieux-dits et hameaux
- Audiracq ;
- Monassut : Glizias, Menjot, Moussirotte, Debat, Dessus.

### Voies de communication et transports
Elle est desservie par les routes départementales 211 et 943.

### Risques majeurs
Le territoire de la commune de Monassut-Audiracq est vulnérable à différents aléas naturels : météorologiques (tempête, orage, neige, grand froid, canicule ou sécheresse), inondations et séisme (sismicité modérée). Un site publié par le BRGM permet d'évaluer simplement et rapidement les risques d'un bien localisé soit par son adresse soit par le numéro de sa parcelle.
Certaines parties du territoire communal sont susceptibles d’être affectées par le risque d’inondation par une crue à  débordement lent de cours d'eau, notamment le Léès et le Lasset. La commune a été reconnue en état de catastrophe naturelle au titre des dommages causés par les inondations et coulées de boue survenues en 1982, 1990, 2007 et 2009,.

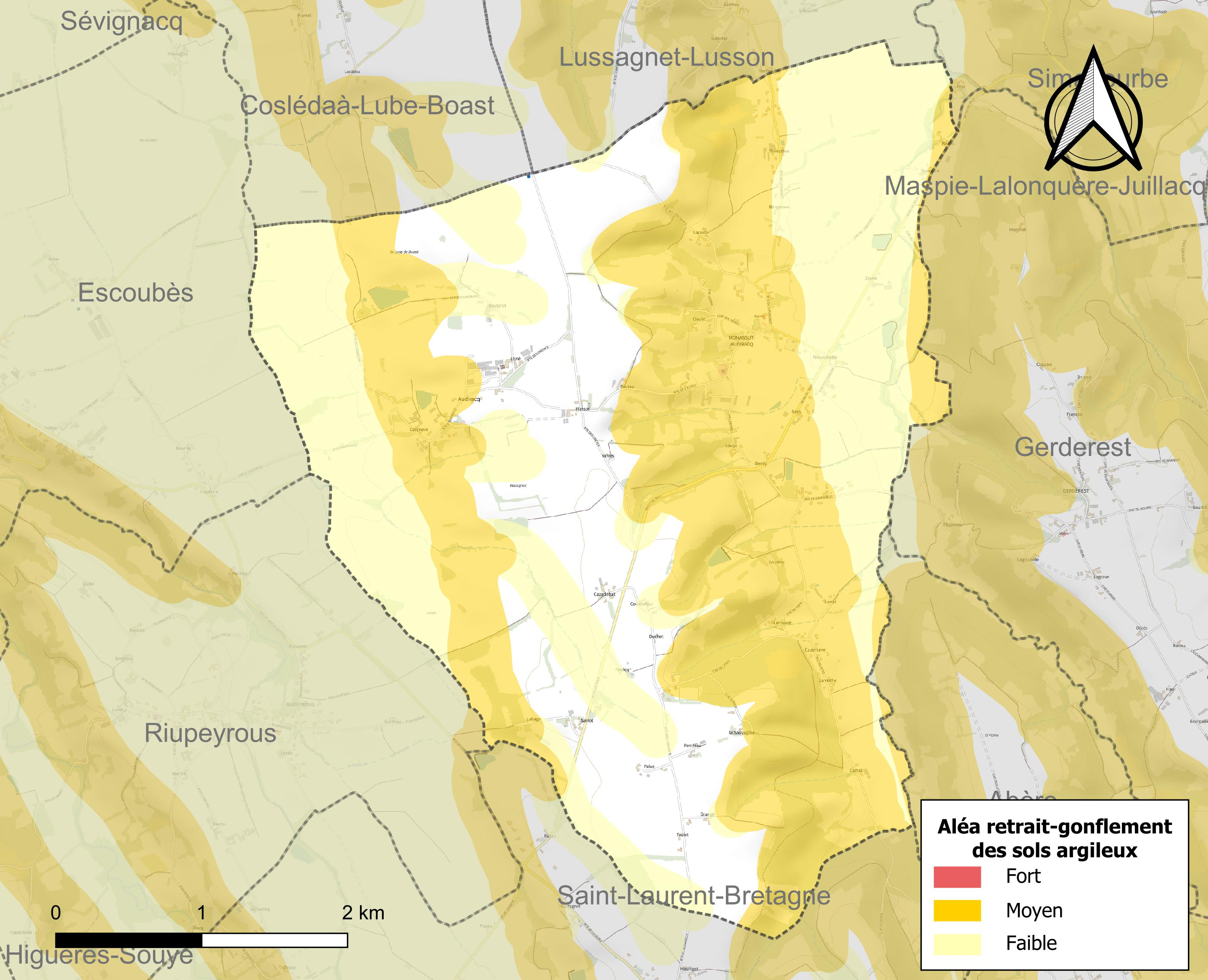
Carte des zones d'aléa retrait-gonflement des sols argileux de Monassut-Audiracq.

Le retrait-gonflement des sols argileux est susceptible d'engendrer des dommages importants aux bâtiments en cas d’alternance de périodes de sécheresse et de pluie. 44,9 % de la superficie communale est en aléa moyen ou fort (59 % au niveau départemental et 48,5 % au niveau national). Depuis le 1er octobre 2020, en application de la loi ELAN, différentes contraintes s'imposent aux vendeurs, maîtres d'ouvrages ou constructeurs de biens situés dans une zone classée en aléa moyen ou fort,.

## Toponymie
Le toponyme Monassut est mentionné en 1372 (contrats de Luntz) et apparaît sous la forme Monassud (1777, terrier de Gerderest), Mounasset (1793 ou an II) et Monnassut (1801, Bulletin des lois).
Le toponyme Audiracq, village de Monassut, apparaît sous la forme Audirac (1385, censier de Béarn) et  Audiracq sur la carte de Cassini (fin XVIIIe siècle).
Le nom béarnais de la commune est Monassut-Audirac ou Mounassut-Audirac.

## Histoire
Paul Raymond note que Monassut et Audiracq comptaient toutes les deux une abbaye laïque, vassale de la vicomté de Béarn. En 1385, Monassut, Audiracq et Gerderest formaient une seule commune et les trois paroisses comptaient ensemble vingt-cinq feux et dépendaient du bailliage de Lembeye.
Le village d'Audiracq s'est uni à Monassut en 1833.

## Politique et administration
| Période                                  | Période | Identité         | Étiquette | Qualité |
| ---------------------------------------- | ------- | ---------------- | --------- | ------- |
| 1995                                     | 2001    | Jean-Louis Moura |           |         |
| 2001                                     | 2008    | Thierry Clouté   |           |         |
| 2008                                     | 2014    | Thierry Clouté   |           |         |
| Les données manquantes sont à compléter. |         |                  |           |         |

### Intercommunalité
Monassut-Audiracq fait partie de cinq structures intercommunales :
- la communauté de communes du Nord-Est Béarn ;
- le syndicat à vocation scolaire récré A5 ;
- le syndicat d'énergie des Pyrénées-Atlantiques ;
- le syndicat de l'entre-deux-Lées ;
- le syndicat intercommunal d'alimentation en eau potable (SIAEP) du Vic-Bilh Montanérès.

La commune accueille le siège du syndicat de l'entre-deux-Lées.

## Population et société

### Démographie
L'évolution du nombre d'habitants est connue à travers les recensements de la population effectués dans la commune depuis 1793. Pour les communes de moins de 10 000 habitants, une enquête de recensement portant sur toute la population est réalisée tous les cinq ans, les populations de référence des années intermédiaires étant quant à elles estimées par interpolation ou extrapolation. Pour la commune, le premier recensement exhaustif entrant dans le cadre du nouveau dispositif a été réalisé en 2005.

En 2022, la commune comptait 372 habitants, en évolution de +3,62 % par rapport à 2016 (Pyrénées-Atlantiques : +3,78 %, France hors Mayotte : +2,11 %).
| 1793 | 1800 | 1806 | 1821 | 1831 | 1836 | 1841 | 1846 | 1851 |
| ---- | ---- | ---- | ---- | ---- | ---- | ---- | ---- | ---- |
| 485  | 313  | 418  | 325  | 464  | 500  | 533  | 490  | 490  |

| 1856 | 1861 | 1866 | 1872 | 1876 | 1881 | 1886 | 1891 | 1896 |
| ---- | ---- | ---- | ---- | ---- | ---- | ---- | ---- | ---- |
| 463  | 450  | 436  | 436  | 506  | 535  | 509  | 425  | 456  |

| 1901 | 1906 | 1911 | 1921 | 1926 | 1931 | 1936 | 1946 | 1954 |
| ---- | ---- | ---- | ---- | ---- | ---- | ---- | ---- | ---- |
| 462  | 458  | 372  | 346  | 332  | 305  | 308  | 328  | 297  |

| 1962 | 1968 | 1975 | 1982 | 1990 | 1999 | 2005 | 2006 | 2010 |
| ---- | ---- | ---- | ---- | ---- | ---- | ---- | ---- | ---- |
| 271  | 262  | 317  | 321  | 289  | 309  | 292  | 294  | 347  |

| 2015 | 2020 | 2022 | - | - | - | - | - | - |
| ---- | ---- | ---- | - | - | - | - | - | - |
| 360  | 369  | 372  | - | - | - | - | - | - |

La commune fait partie de l'aire d'attraction de Pau.

## Culture locale et patrimoine

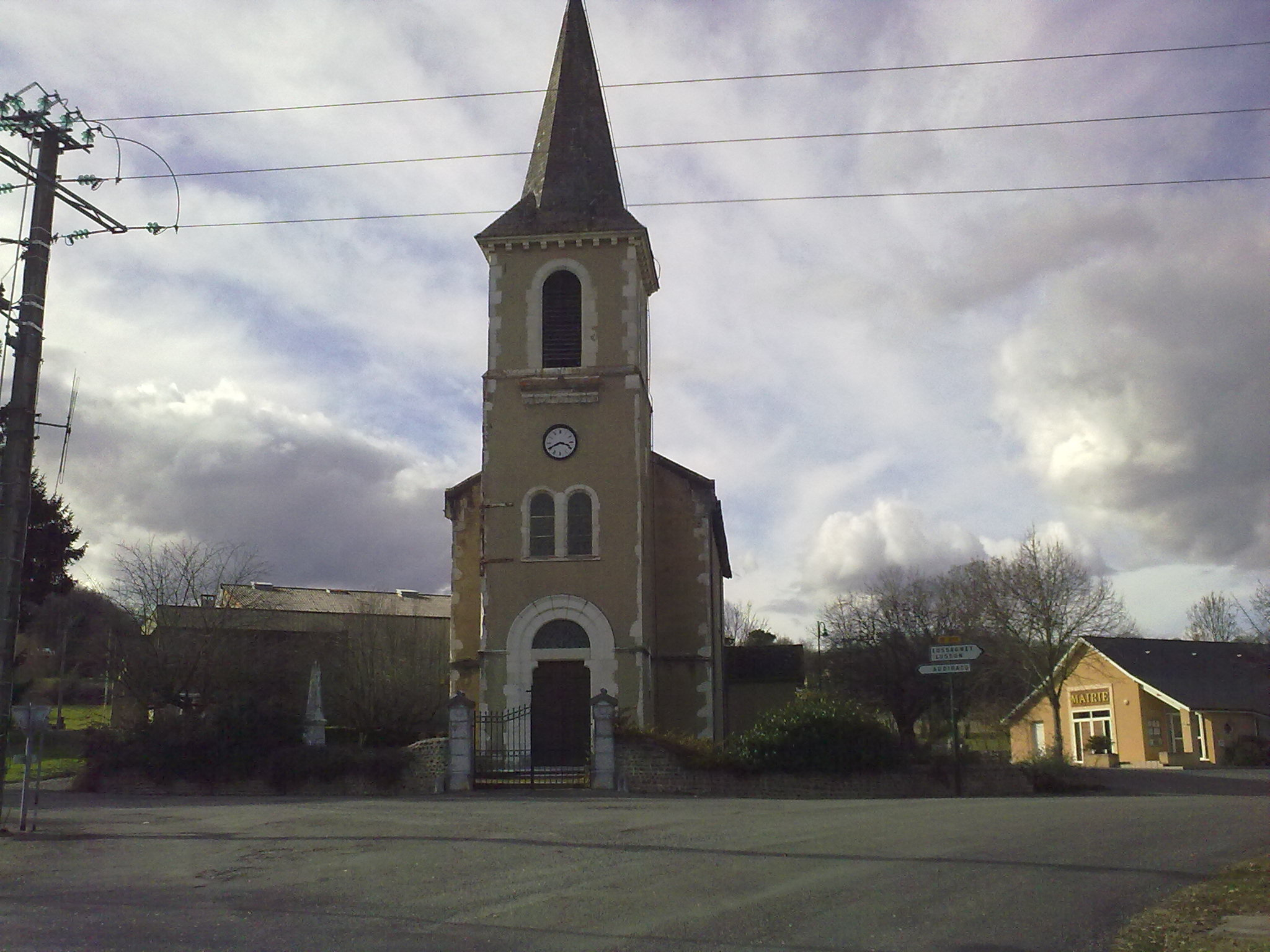
Une église de Monassut-Audirac.
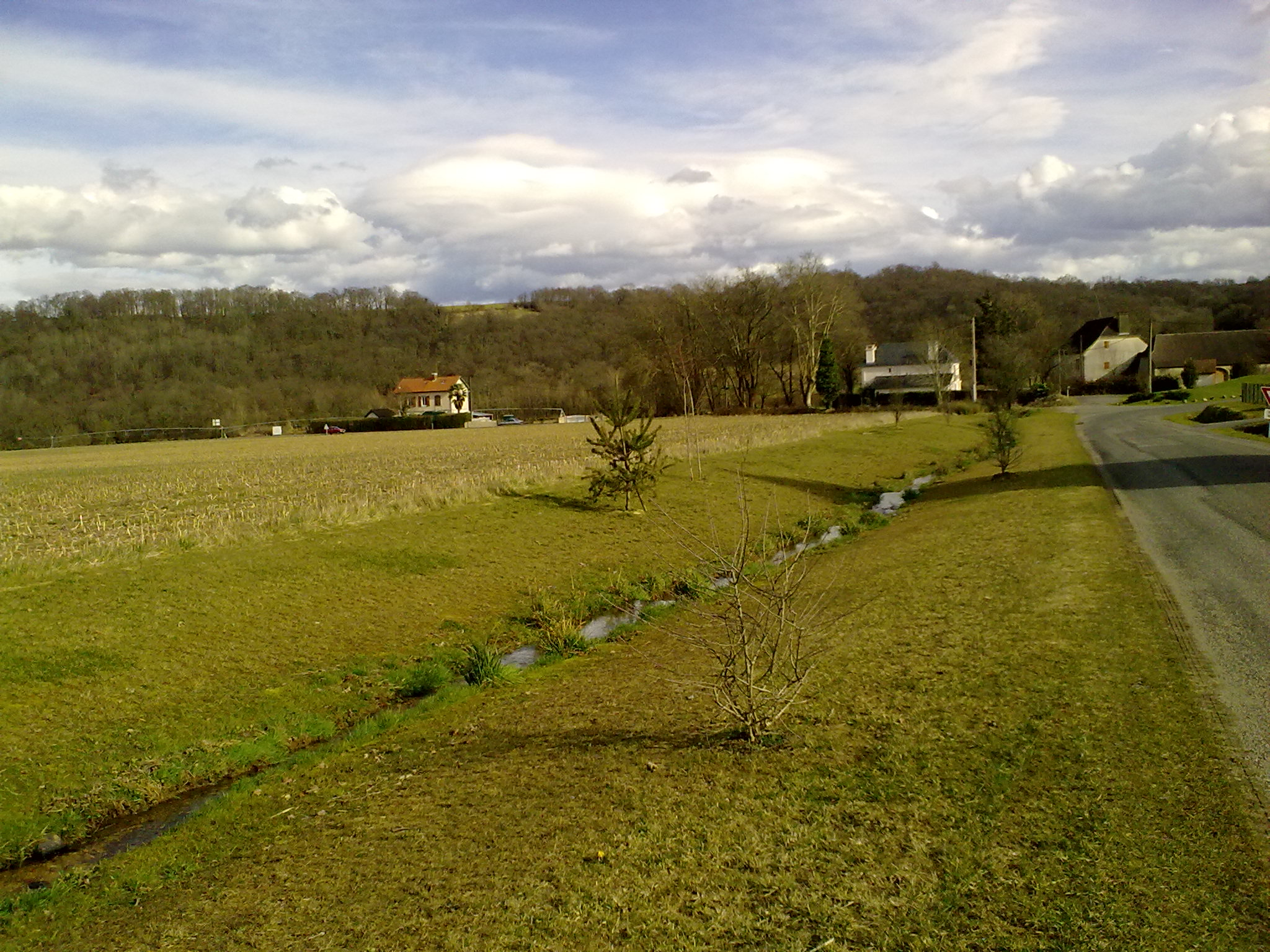
Paysage de Monassut-Audirac.

### Patrimoine civil
Les vestiges d'un ensemble fortifié à Monassut-Glizias (haut Moyen Âge, Xe et XIe siècles) témoignent du passé ancien de la commune.
À Audiracq, le château date du début du XIXe siècle. La demeure du lieu-dit Menjot, sur Monassut, également appelée château, était initialement une abbaye laïque et fut transformée au XIXe siècle.
La ferme de Monassut-Moussirotte date du début du XIXe siècle tout comme celle d'Audiracq appelée Maison Laporte.

### Patrimoine religieux
L'église Saint-Martin, de Monassut, date de la fin du XIXe siècle. Elle recèle une cloche, un tableau et des fonts baptismaux inscrits à l'inventaire général du patrimoine culturel. L'église de l'Assomption-de la-Bienheureuse-Vierge-Marie, à Audiracq, date, quant à elle, du haut Moyen Âge. On y trouve également du mobilier, des verrières et des objets référencés par le ministère de la Culture.

## Équipements
Éducation
La commune dispose d'une école primaire.

## Personnalités liées à la commune
nées au XXe siècle
- Pierre Poumadère, né en 1907 à Monassut et décédé en 1995 à Pamiers, député communiste de l'Ariège.